# Скалівсько-Хутірська сільська рада
| Скалівсько-Хутірська сільська рада — колишній орган місцевого самоврядування у Новоархангельському районі Кіровоградської області з адміністративним центром у с. Скалівські Хутори. Сільській раді підпорядковані населені пункти: - с. Скалівські Хутори - с. Кринички |

## Склад ради
Рада складається з 16 депутатів та голови.

### Керівний склад ради
| ПІБ                          | Основні відомості                                                         | Дата обрання | Дата звільнення |
| ---------------------------- | ------------------------------------------------------------------------- | ------------ | --------------- |
| Баліцька Ольга Михайлівна    | Сільський голова, 1965 року народження, освіта, позапартійна              | 26.03.2006   | 31.10.2010      |
| Баліцький Сергій Миколайович | Сільський голова, 1986 року народження, освіта вища, член Партії регіонів | 31.10.2010   |                 |

Примітка: таблиця складена за даними джерела

## Населення
Згідно з переписом УРСР 1989 року чисельність наявного населення сільської ради становила 978 осіб, з яких 429 чоловіків та 549 жінок.
За переписом населення України 2001 року в сільській раді мешкали 852 особи.

### Мова
Розподіл населення за рідною мовою за даними перепису 2001 року:
| Мова       | Відсоток |
| ---------- | -------- |
| українська | 96,60 %  |
| молдовська | 1,64 %   |
| російська  | 1,52 %   |
| білоруська | 0,12 %   |